# Sjællandsmesterskaber
Die Sjællandsmesterskaber waren im Badminton die Meisterschaften der Region Sjælland. Sie wurden seit der Saison 1934/1935 ausgetragen und dienten neben der Ermittlung der Regionalmeister auch als Qualifikation für die dänischen Meisterschaften. 1997 wurden die Titelkämpfe gemeinsam mit der Region Kopenhagen zu den Østmesterskaber vereinigt.

## Die Sieger
| Saison    | Herreneinzel                          | Dameneinzel                            | Herrendoppel                                                            | Damendoppel                                                          | Mixed                                                                 |
| --------- | ------------------------------------- | -------------------------------------- | ----------------------------------------------------------------------- | -------------------------------------------------------------------- | --------------------------------------------------------------------- |
| 1934 1935 |                                       | Edith Hansen (Mørkøv BK)               | H. Bichel (Hillerød) Flemming Hasselager (Hillerød)                     | Martha Rosendahl (Hillerød) Inger Grove (Hillerød)                   | Martha Rosendahl (Hillerød) Erik Christensen (Hillerød)               |
| 1935 1936 | Erik Christensen (Hillerød)           | Edith Hansen (Mørkøv BK)               | Erik Christensen (Hillerød) Henry Jørgensen (Hillerød)                  | Martha Rosendahl (Hillerød) Inger Grove (Hillerød)                   | Martha Rosendahl (Hillerød) Erik Christensen (Hillerød)               |
| 1936 1937 | Erik Christensen (Hillerød)           | Martha Rosendahl (Hillerød)            | Erik Christensen (Hillerød) Henry Jørgensen (Hillerød)                  | Martha Rosendahl (Hillerød) Grete Melskens (Hillerød)                | Martha Rosendahl (Hillerød) Erik Christensen (Hillerød)               |
| 1937 1938 | Sigvald Andersen (Holbæk)             | Edith Hansen (Mørkøv BK)               | Sigvald Andersen (Holbæk) Asger Faber (Holbæk)                          | Martha Rosendahl (Hillerød) Grete Melskens (Hillerød)                | Martha Rosendahl (Hillerød) Erik Christensen (Hillerød)               |
| 1938 1939 | Frode Hasselsteen (Sorø)              | Edith Hansen (Holbæk)                  |                                                                         |                                                                      | Martha Rosendahl (Hillerød) Aage Havemann (Hillerød)                  |
| 1939 1940 | Sigvald Andersen (Holbæk)             | Edith Hansen (Holbæk)                  | Frode Hasselsteen (Sorø) Aksel Hansen (Sorø)                            | Edith Hansen (Holbæk) Marie Larsen (Holbæk)                          | Solveig Black (Sorø) Frode Hasselsteen (Sorø)                         |
| 1941 1942 | Poul Nielsen (Sorø)                   | Eva Werngreen (Helsingør)              | Poul Nielsen (Sorø) A. Brasen (Sorø)                                    | Eva Werngreen (Helsingør) Grete Melskens (Hillerød)                  | Grete Melskens (Hillerød) Erik Christensen (Hillerød)                 |
| 1942 1943 | Frode Hasselsteen (Sorø)              | Eva Werngreen (Helsingør)              | Frode Hasselsteen (Sorø) Poul Nielsen (Sorø)                            | Eva Werngreen (Helsingør)                                            | Eva Werngreen (Helsingør) Frode Hasselsteen (Sorø)                    |
| 1943 1944 | Frode Hasselsteen (Sorø)              | Eva Werngreen (Helsingør)              | Frode Hasselsteen (Sorø) Poul Nielsen (Sorø)                            | Eva Werngreen (Helsingør) Kirsten Hwalkoff (Helsingør)               | Eva Werngreen (Helsingør) Frode Hasselsteen (Sorø)                    |
| 1947 1948 | Erik Nielsen (Sorø)                   | Ruth Jørgensen (Kr. Eskilstrup)        | Poul Nielsen (Sorø) Erik Nielsen (Sorø)                                 | Ruth Jørgensen (Kr. Eskilstrup) Bente Michaelsen (Holbæk)            | Conny Kops (Sorø) Frode Hasselsteen (Sorø)                            |
| 1949 1950 | Erik Nielsen (Sorø)                   | Inger Kjærgaard (Sorø)                 | Poul Nielsen (Sorø) Erik Nielsen (Sorø)                                 | Gudrun Bülow (Lyngby BK) Ruth Jørgensen (Sorø)                       | Inger Kjærgaard (Sorø) Frode Hasselsteen (Sorø)                       |
| 1951 1952 | Erik Nielsen (Sorø)                   | Gudrun Bülow (Lyngby BK)               | Poul Nielsen (Sorø) Erik Nielsen (Sorø)                                 | Ruth Jørgsensen (Sorø) Ketty Nielsen (Sorø)                          | Ruth Jørgensen (Sorø) Poul Nielsen (Sorø)                             |
| 1952 1953 | Anker Nielsen (Lyngby BK)             | Inge Hasselsteen (Sorø)                | Poul Nielsen (Sorø) Erik Nielsen (Sorø)                                 | Ruth Jørgsensen (Sorø) Ketty Nielsen (Sorø)                          | Ruth Jørgensen (Sorø) Poul Nielsen (Sorø)                             |
| 1953 1954 | Erik Nielsen (Sorø)                   | Inge Hasselsteen (Sorø)                | Poul Nielsen (Sorø) Erik Nielsen (Sorø)                                 | Gudrun Bülow (Lyngby BK) Lilli Hansen (Lyngby BK)                    | Ruth Petersen (Sorø) Poul Nielsen (Sorø)                              |
| 1954 1955 | Poul Bryde Nielsen (Slagelse)         | Inge Hasselsteen (Sorø)                | Poul Bryde Nielsen (Slagelse) Ole Hansen (Slagelse)                     | Annie Hansen (Nykøbing SBK) Inge Madsen (Nykøbing SBK)               | Inge Hasselsteen (Sorø) Frode Hasselsteen (Sorø)                      |
| 1955 1956 | Bent Larsen (Hillerød)                | Inge Hasselsteen (Sorø)                | Poul Bryde Nielsen (Slagelse) Ole Hansen (Slagelse)                     | Inge Hasselsteen (Sorø) Ruth Petersen (Sorø)                         | Ruth Petersen (Sorø) Poul Nielsen (Sorø)                              |
| 1956 1957 | Poul Bryde Nielsen (Sorø)             | Inge Hasselsteen (Sorø)                | Bent Larsen (Hillerød) Henning B. Clausen (Hillerød)                    | Inge Hasselsteen (Sorø) Ruth Petersen (Sorø)                         | Inge Hasselsteen (Sorø) Erik Nielsen (Sorø)                           |
| 1957 1958 | Poul Bryde Nielsen (Sorø)             | Inge Hasselsteen (Sorø)                | Poul Bryde Nielsen (Sorø) Ole Hansen (Sorø)                             | Inge Hasselsteen (Sorø) Ruth Petersen (Sorø)                         | Ruth Petersen (Sorø) Poul Bryde Nielsen (Sorø)                        |
| 1958 1959 | Arne Jørgensen (Lillerød BK)          | Inge Hasselsteen (Sorø)                | Erik Helms-Jensen (Helsingør) Henning Nielsen (Hillerød)                | Inge Hasselsteen (Sorø) Ruth Petersen (Sorø)                         | Ruth Petersen (Sorø) Poul Bryde Nielsen (Sorø)                        |
| 1959 1960 | Arne Jørgensen (Lillerød BK)          | Inge Hasselsteen (Sorø)                | Bent Palling Humlebæk Henning Nielsen (Hillerød)                        | Inge Hasselsteen (Sorø) Ruth Petersen (Sorø)                         | Ruth Petersen (Sorø) Viggo Hasselsteen (Sorø)                         |
| 1960 1961 | Arne Jørgensen (Lillerød BK)          | Inge Christensen (Sorø)                | Bent Larsen (Hillerød) Henning B. Clausen (Hillerød)                    | Jane Husted (Hillerød) Vibeke Brisson (Hillerød)                     | Hanna Rasmussen (Slagelse) Poul Bryde Nielsen (Slagelse)              |
| 1961 1962 | Torben Kjærulff (Lillerød BK)         | Ruth Petersen (Sorø)                   | Olaf Nyeng (Lillerød BK) Torben Kjærulff (Lillerød BK)                  | Ruth Petersen (Sorø) Bente Christoffersen (Sorø)                     | Ruth Petersen (Sorø) Viggo Hasselsteen (Sorø)                         |
| 1962 1963 | Flemming Jørgensen (Lillerød BK)      | Elvi Højer-Larsen (Nykøbing SBK)       | Flemming Steen Sørensen (Lillerød BK) Torben Kjærulff (Lillerød BK)     | Jane Husted (Hillerød) Vibeke Brisson (Hillerød)                     | Ruth Petersen (Sorø) Torben Kjærulff (Lillerød BK)                    |
| 1963 1964 | Torben K. Rasmussen (Lillerød BK)     | Inge Christensen (Sorø)                | Flemming Steen Sørensen (Lillerød BK) Torben K. Rasmussen (Lillerød BK) | Inge Christensen (Sorø) Ruth Petersen (Sorø)                         | Kirsten Mortensen (Lillerød BK) Flemming Steen Sørensen (Lillerød BK) |
| 1964 1965 | Flemming Steen Sørensen (Lillerød BK) | Inge Christensen (Sorø)                | Flemming Steen Sørensen (Lillerød BK) Torben K. Rasmussen (Lillerød BK) | Jane Husted (Hillerød) Vibeke Jespersen (Hillerød)                   | Elvi Højer-Larsen (Lillerød BK) Torben Kjærulff (Lillerød BK)         |
| 1965 1966 | Anders Wedell (Helsingør)             | Tonny Holst-Christensen (Sorø)         | Sven Reinhold (Lillerød BK) Asger Bonnichsen (Lillerød BK)              | Ruth Petersen (Sorø) Tonny Holst-Christensen (Sorø)                  | Tonny Holst-Christensen (Sorø) Bjørn Holst-Christensen (Sorø)         |
| 1966 1967 | Steen Pedersen (Roskilde)             | Lene Christensen (Lillerød BK)         | Jørgen Simonsen (Roskilde) Hans Ove Nielsen (Roskilde)                  | Jane Husted (Hillerød) Vibeke Brisson (Hillerød)                     | Lis Hedegaard (Roskilde) Hans Ove Nielsen (Roskilde)                  |
| 1967 1968 | Niels Nørgaard (Hillerød)             | Lene Christensen (Lillerød BK)         | Eiler Nielsen (Lillerød BK) Asger Bonnichsen (Lillerød BK)              | Inge Christensen (Sorø) Ruth Petersen (Sorø)                         | Lene Christensen (Lillerød BK) Asger Bonnichsen (Lillerød BK)         |
| 1968 1969 | Niels Nørgaard (Lillerød BK)          | Jytte Petersen (Taastrup)              | Niels Nørgaard (Lillerød BK) Asger Bonnichsen (Lillerød BK)             | Inge Christensen (Sorø) Ruth Petersen (Sorø)                         | Charlotte T. Mikkelsen (Lillerød BK) Asger Bonnichsen (Lillerød BK)   |
| 1969 1970 | Niels Nørgaard (Lillerød BK)          | Kirsten Hansen (Holte)                 | Torben Kjærulff (Lillerød BK) Asger Bonichsen (Lillerød BK)             | Vibeke Brisson (Holte) Kirsten Hansen (Holte)                        | Charlotte T. Mikkelsen (Lillerød BK) Asger Bonnichsen (Lillerød BK)   |
| 1970 1971 | Niels Nørgaard (Lillerød BK)          | Kirsten Hansen (Holte)                 | Torben Kjærulff (Lillerød BK) Asger Bonichsen (Lillerød BK)             | Vibeke Brisson (Holte) Kirsten Hansen (Holte)                        | Hanne Saugmann (Albertslund) Torben Kjærulff (Lillerød BK)            |
| 1971 1972 | Bjarne Caspersen (Herlev Hjorten)     | Lene Büchert (Lillerød BK)             | Torben Kjærulff (Lillerød BK) Asger Bonichsen (Lillerød BK)             | Lene Büchert (Lillerød BK) Jette Hesseldal (Lillerød BK)             | Vibeke Brisson (Holte) Steen Skovgaard (Holte)                        |
| 1972 1973 | Tage Nielsen (Værløse)                | Lene Büchert (Lillerød BK)             | Torben Kjærulff (Lillerød BK) Asger Bonichsen (Lillerød BK)             | Lene Büchert (Lillerød BK) Kirsten Kjærbye (Lillerød BK)             | Lene Büchert (Lillerød BK) Torben Kjærulff (Lillerød BK)              |
| 1973 1974 | Tage Nielsen (Værløse)                | Mette Myhre (Værløse)                  | Torben Kjærulff (Lillerød BK) Asger Bonichsen (Lillerød BK)             | Kirsten Lybech (Holte) Vibeke Brisson (Holte)                        | Anette Fuglholt (Greve Strands BK) Tom Bacher (Greve Strands BK)      |
| 1974 1975 | Svend Pri (SNIK)                      | Inge Borgstrøm (Ringsted)              | Tom Bacher (Greve Strands BK) Erland Kops (Greve Strands BK)            | Mette Myhre (Værløse) Leila Hansen (Værløse)                         | Susanne Pilegaard (SNIK) Svend Pri (SNIK)                             |
| 1975 1976 | Flemming Delfs (Værløse)              | Inge Borgstrøm (Ringsted)              | Flemming Delfs (Værløse) Tage Nielsen (Værløse)                         | Pia Nielsen (Køge) Inge Borgstrøm (Ringsted)                         | Birthe Rathsach (Hillerød) Søren Birkholm (Hillerød)                  |
| 1976 1977 | Flemming Delfs (Værløse)              | Pia Nielsen (Køge)                     | Steen Fladberg (Køge) Poul Petersen (Køge)                              | Pia Nielsen (Køge) Inge Borgstrøm (Køge)                             | Inge Borgstrøm (Køge) Poul Petersen (Køge)                            |
| 1977 1978 | Claus Andersen (Hillerød)             | Pia Nielsen (Køge)                     | Claus Andersen (Hillerød) Søren Birkholm (Hillerød)                     | Gitte Nielsen (Værløse) Mette Myhre (Værløse)                        | Pia Nielsen (Køge) Steen Fladberg (Køge)                              |
| 1978 1979 | Steen Fladberg (Køge)                 | Pia Nielsen (Køge)                     | Claus Andersen (Hillerød) Hans Olaf Birkholm (Hillerød)                 | Pia Nielsen (Køge) Inge Borgstrøm (Køge)                             | Inge Borgstrøm (Køge) Peter Holm (Værløse)                            |
| 1979 1980 | Claus Andersen (Hillerød)             | Pia Nielsen (Køge)                     | Claus Andersen (Hillerød) Hans Olaf Birkholm (Hillerød)                 | Pia Nielsen (Køge) Jette Boyer (Lillerød BK)                         | Pia Nielsen (Køge) Steen Fladberg (Køge)                              |
| 1980 1981 | Bent Svenningsen (Greve Strands BK)   | Dorte Kjær (Greve Strands BK)          | Morten Svarrer (Greve Strands BK) Bent Svenningsen (Greve Strands BK)   | Kirsten Meier (SNIK) Jette Bach (Karlslunde)                         | Pia Nielsen (Køge) Steen Fladberg (Køge)                              |
| 1981 1982 | Steen Fladberg (Køge)                 | Pia Nielsen (Køge)                     | Morten Svarrer (Greve Strands BK) Bent Svenningsen (Greve Strands BK)   | Pia Nielsen (Køge) Gitte H. Jensen (Køge)                            | Dorte Kjær (Greve Strands BK) Flemming Delfs (Greve Strands BK)       |
| 1982 1983 | Steen Fladberg (Køge)                 | Rikke von Sørensen (Greve Strands BK)  | Torben Kjær (Greve Strands BK) Steffen Lunde (Greve Strands BK)         | Dorte Kjær (Greve Strands BK) Rikke von Sørensen (Greve Strands BK)  | Mette Myhre (Hillerød) Hans Olaf Birkholm (Hillerød)                  |
| 1983 1984 | Claus Andersen (Hillerød)             | Vibeke Rasmussen (Lillerød BK)         | Niels B. Hansen (Lillerød BK) Peter Buch (Lillerød BK)                  | Lotte Olsen (Greve Strands BK) Jeanette Jensen (Greve Strands BK)    | Helle Buch (Lillerød BK) Peter Buch (Lillerød BK)                     |
| 1984 1985 | Steen Fladberg (Køge)                 | Dorte Kjær (Greve Strands BK)          | Henrik Lunde (Greve Strands BK) Anders Nielsen (Greve Strands BK)       | Lotte Olsen (Greve Strands BK) Jeanette Jensen (Greve Strands BK)    | Dorte Kjær (Greve Strands BK) Steen Fladberg (Køge)                   |
| 1985 1986 | Steen Fladberg (Køge)                 | Dorte Kjær (Greve Strands BK)          | Steen Fladberg (Køge) Preben Homøe (Køge)                               | Lotte Olsen (Greve Strands BK) Dorte Kjær (Greve Strands BK)         | Dorte Kjær (Greve Strands BK) Anders Nielsen (Greve Strands BK)       |
| 1986 1987 | Steen Fladberg (Køge)                 | Mette Brinch Madsen (Greve Strands BK) | Thomas Kirkegaard (Lillerød BK) Peter Buch (Lillerød BK)                | Susanne Pedersen (Lillerød BK) Charlotte Bornemann (Lillerød BK)     | Helle Buch (Lillerød BK) Peter Buch (Lillerød BK)                     |
| 1987 1988 | Thomas Kirkegaard (Lillerød BK)       | Lotte Olsen (Greve Strands BK)         | Thomas Kirkegaard (Lillerød BK) Jon Holst-Christensen (Lillerød BK)     | Charlotte Madsen (Lillerød BK) Helle Andersen (Lillerød BK)          | Charlotte Bornemann (Lillerød BK) Torben Rasmussen (Karlslunde)       |
| 1988 1989 | Kim Brodersen (Helsingør)             | Dorte Kjær (Greve Strands BK)          | Thomas Kirkegaard (Lillerød BK) Jon Holst-Christensen (Lillerød BK)     | Dorte Kjær (Greve Strands BK) Mette Brinch Madsen (Greve Strands BK) | Helle Andersen (Lillerød BK) Jon Holst-Christensen (Lillerød BK)      |
| 1989 1990 | Peter Espersen (Lillerød BK)          | Helene Kirkegaard (Lillerød BK)        | Peter Buch (Lillerød BK) Peter Busch Jensen (Lillerød BK)               | Gitte Sommer (Ringsted) Matte Bjersing (Ringsted)                    | Charlotte Bornemann (Lillerød BK) Peter Buch (Lillerød BK)            |
| 1990 1991 | Jens Meibom (Lillerød BK)             | Dorte Kjær (Greve Strands BK)          | Thomas Kirkegaard (Lillerød BK) Jon Holst-Christensen (Lillerød BK)     | Ann-Katrine Lauesen (Lillerød BK) Helene Kirkegaard (Lillerød BK)    | Jeanette Andersen (Ringsted) Morten Christensen (Ringsted)            |
| 1991 1992 | Peter Espersen (Lillerød BK)          | Heidi Dössing (Lillerød BK)            | Thomas Kirkegaard (Lillerød BK) Jon Holst-Christensen (Lillerød BK)     | Jeanette Andersen (Ringsted) Gitte Sommer (Ringsted)                 | Charlotte Bornemann (Lillerød BK) Peter Buch (Lillerød BK)            |
| 1992 1993 | Martin Lundgaard Hansen (Lillerød BK) | Helene Kirkegaard (Lillerød BK)        | Thomas Kirkegaard (Lillerød BK) Jon Holst-Christensen (Lillerød BK)     | Heidi Dössing (Lillerød BK) Ann Jørgensen (Lillerød BK)              | Ann-Katrine Lauesen (Lillerød BK) Jens Eriksen (Lillerød BK)          |
| 1993 1994 | Peter Espersen (Lillerød BK)          | Anne Søndergaard (Lillerød BK)         | Jens Eriksen (Lillerød BK) Jesper Hermansen (Lillerød BK)               | Nettie Nielsen (Holbæk) Gitte Sommer (Ringsted)                      | Rikke Broen (Lillerød BK) Morten Sandal (Holbæk)                      |
| 1994 1995 | Peter Espersen (Lillerød BK)          | Helene Kirkegaard (Lillerød BK)        | Jens Eriksen (Lillerød BK) Jesper Hermansen (Lillerød BK)               | Ann Jørgensen (Lillerød BK) Helene Kirkegaard (Lillerød BK)          | Charlotte Bornemann (Lillerød BK) Jens Eriksen (Lillerød BK)          |
| 1995 1996 | Martin Lundgaard Hansen (Lillerød BK) | Anne Søndergaard (Lillerød BK)         | Jens Eriksen (Lillerød BK) Jesper Hermansen (Lillerød BK)               | Ann Jørgensen (Lillerød BK) Helene Kirkegaard (Lillerød BK)          | Helene Kirkegaard (Lillerød BK) Jens Eriksen (Lillerød BK)            |
| 1996 1997 | Peter Espersen (Karlslunde)           | Tine Rasmussen (Lillerød BK)           | Thomas Kirkegaard (Lillerød BK) Jens Meibom (Lillerød BK)               | Gina Liebe (Greve Strands BK) Line Molander (Lillerød BK)            | Rikke Broen (Lillerød BK) Brian Rasmussen (Lillerød BK)               |